# برنارد لونی
برنارد لونی (انگلیسی: Bernard Looney؛ زادهٔ ۱۹۷۰) مدیر اجرایی اهل جمهوری ایرلند است، که هم‌اکنون به‌عنوان مدیرعامل شرکت نفت بی‌پی فعالیت می‌کند.